# Col de l'Échelle
De Col de l'Échelle is een bergpas door de Cottische Alpen. Hij piekt op 1.779 meter boven zeeniveau en is gelegen in Hautes-Alpes. Het hoogste deel van de route is een relatief vlak "droog dal" dat oploopt aan twee uiteinden. Aan de zuidelijke kant wordt een hoogte van 1762 meter bereikt. Deze draagt de officiële naam Col de l'Échelle en is hemelsbreed drie kilometer verwijderd van de grens met Italië. Aan de noordelijke zijde, richting Italië, stijgt het dal (en de pasweg) tot 1779 meter tot de zogeheten Mauvais Pas. Deze Mauvais Pas vormt het hoogste punt van de route en eveneens het laagste punt van de waterscheidingslijn tussen de bekkens van de Po en de Durance.
De pasweg vormt de verbinding tussen het Italiaanse Bardonecchia (Piëmont) en het Franse Névache. Het is, samen met de nabijgelegen Col de Montgenèvre (1854 m), de laagste alpenovergang van de Westelijke Alpen.

## Route van Bardonecchia naar Névache
Gedurende eeuwen, was de col de l'Échelle een relatief gemakkelijke verbinding tussen Frankrijk en Bardonecchia. In de Middeleeuwen werd het gebruikt door reizigers die geen tol wilden betalen op de Col du Mont Cenis.
De bestaande weg werd gebouwd door de Fransen in 1969, in de eerste plaats om een directe verbinding te verkrijgen met de vallée Étroite zonder via Italië te moeten gaan. Deze vallei werd pas na de Tweede Wereldoorlog bij Frankrijk gevoegd. De asfaltweg is alleen toegankelijk voor personenauto's en kleine bedrijfswagens, en geopend van (ongeveer) juni tot en met september.

## Galerij

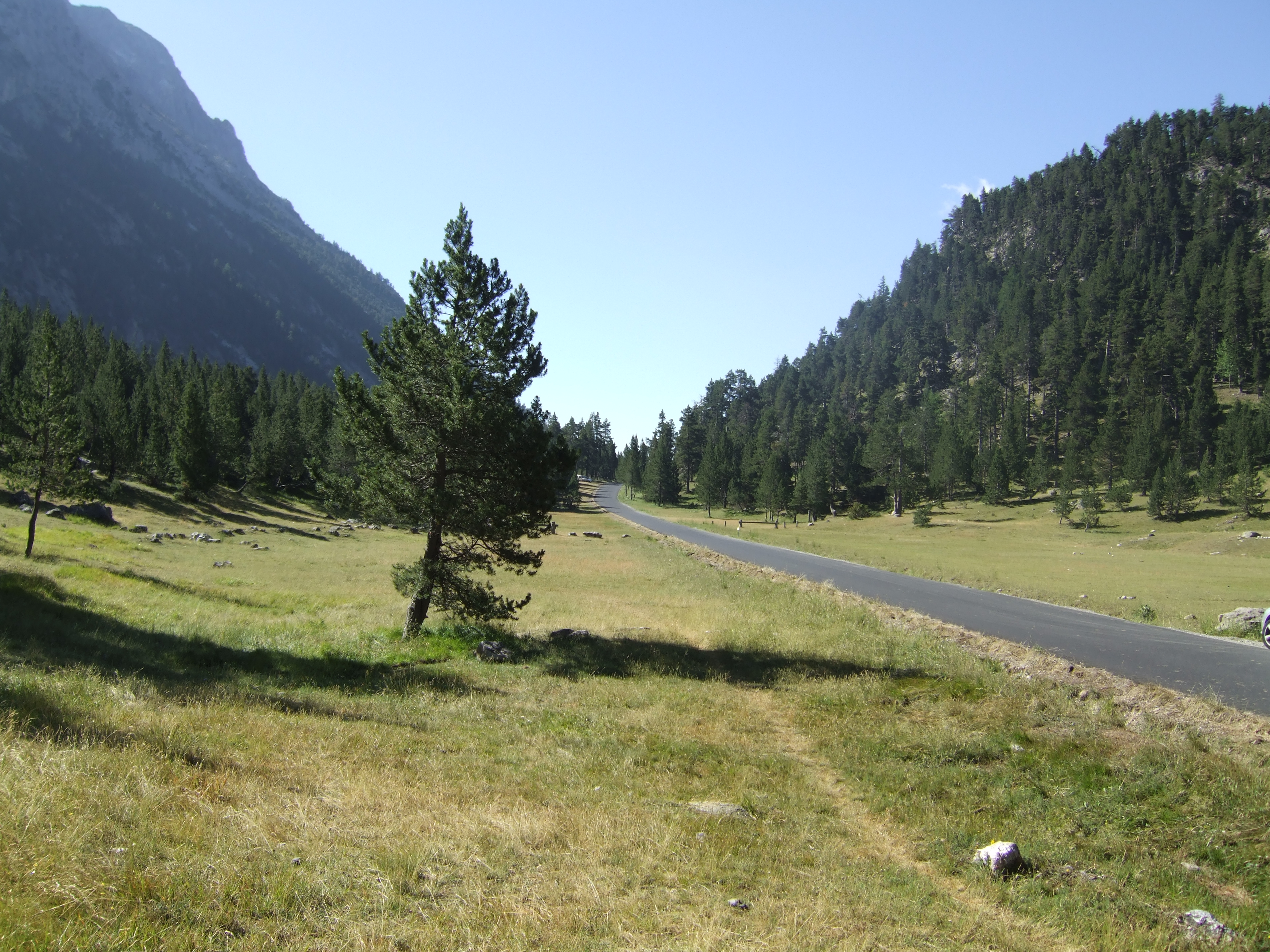
De vlakte boven op de bergpas
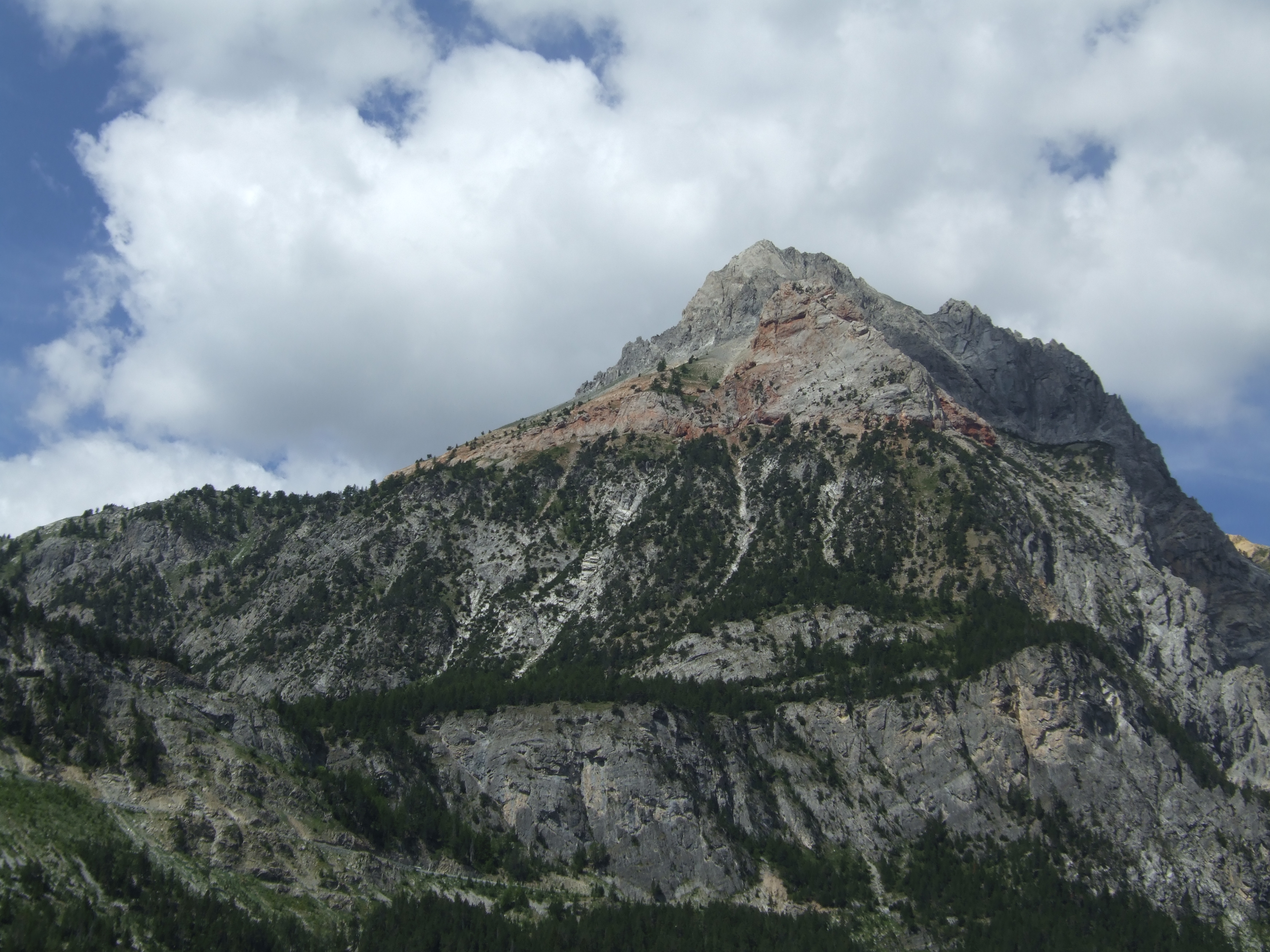
L' Aguille Rouge (2548m): deze piek markeert de top van de bergpas

Agnello · Aprica · Assietta · Baremone · Brenner · Brocon · Cadibona · Capannelle · Campolongo · Costalunga · Croce Dominii · Cuvignone · Duran · Esischie · Falzarego · Fauniera · Fedaia · Finestre · Forcola di Livigno · Foscagno · Gardena · Gavia · Giau · Giogo di Bala · Grote Sint-Bernhard · Jaufen · Joux · Kleine Sint-Bernhard · Lavaze · Leonessa · Lombarda · Maddalena · Manghen · Maniva · Mendel · Montgenèvre · Mont-Cenis · Monte Cristo · Mortirolo · Nigra · Nivolet · Penser Joch · Platigliolepas · Pfitscherjoch · Plöcken · Pordoi · Pratoriscio · Predil · Presolana · Reschen · Rolle · Sampeyre · San Carlo · San Marco · San Pellegrino · San Zeno · Scale · Sella · Sestriere · Sommeiller · Splügen · Staller Sattel · Staulanza · Stelvio · Tenda · Timmelsjoch · Tonale · Tre Croci · Tremalzo · Umbrail · Val Bighera · Valcavera · Valles · Valparola · Via del Sale · Vivione · Würz